# حمله ۲۰۱۷ منهتن
حمله ۲۰۱۷ منهتن (انگلیسی: 2017 New York City attack) روز سه‌شنبه ۳۱ اکتبر در منطقه منهتن جنوبی رخ داد که طی آن یک وانت سفیدرنگ به مسیر ویژه دوچرخه‌سواران وارد شد و با حرکت در مسیر مخالف به عابران و دوچرخه‌سواران زده و منجر به کشته شدن دست کم ۸ نفر و مجروح شدن دست‌کم ۱۱ نفر گردید.

## شرح واقعه
در ساعت ۱۵ و ۵ دقیقه روز سه‌شنبه ۳۱ اکتبر ۲۰۱۷ مردی که یک وانت سفید رنگ اجاره‌ای «هوم دیپو» را رانندگی می‌کرد در منطقه منهتن نیویورک وارد محدوده ویژه دوچرخه سواران شده و در حالی که خلاف مسیر با سرعت بالا حرکت می‌کرده و به دوچرخه‌سواران و عابران زده و در نهایت با تصادف با یک اتوبوس مدرسه متوقف می‌شود که در این لحظه از خودرو پیاده شده و در حالی که دو سلاح گرم تقلبی در دستش داشته با دادن شعار الله اکبر به صورت نمایشی شروع به حرکت می‌کند که پس از شلیک پلیس به شکم او زخمی و بازداشت می‌شود.

## هویت مظنون
پلیس مظنون را به نام سیف‌الله حبیب‌الله ویچ ساییپوف ۲۹ ساله، شهروند ازبکستان و ساکن تامپا، فلوریدا شناسایی کرده‌است.
او پس از زخمی و دستگیر شدن برای درمان به بیمارستان منتقل شده‌است و توسط پلیس در همان بیمارستان بازجویی می‌شود.
مظنون دوم به نام محمدزوار قدیرف، ۳۲ ساله وجود داشت که اف‌بی‌آی برای بازجویی دنبال او نیز می‌گشت که عصر چهارشنبه ۱ نوامبر ۲۰۱۷ پیدا شده‌است.
معاون رئیس پلیس نیویورک گفته‌است که مظنون دستورالعمل‌های داعش را از طریق اینترنت که وجود دارد می‌گرفته‌است.
سیف‌الله ساییپوف در شهر تمپا در فلوریدا زندگی می‌کرد و بعد به پترسون در ایالت نیوجرسی نقل مکان کرد. او از ازبکستان در سال ۲۰۱۰ به آمریکا آمده‌است و اقامت قانونی و گرین کارت گرفته‌است. شرکت تاکسیرانی اوبر او را به عنوان راننده استخدام کرده‌است.
شبکه سی بی اس به نقل از یک منبع آگاه اطلاعاتی گزارش می‌دهد که او برای مقام‌های آمریکایی شناخته شده بود.

## کشته و زخمی
در این عمل تروریستی دست کم ۸ نفر کشته شده‌اند و دست‌کم ۱۱ نفر زخمی که به بیمارستان منتقل شده‌اند.
در میان هشت قربانی یک نفر با ملیت بلژیکی و پنج تن آرژانتینی وجود دارد. آرژانتینی‌ها بخشی از یک گروه ده نفری از هم‌دوره‌های سابق پلی‌تکنیک سن مارتین در شهر روساریو بودند که سیُ‌مین سال فارغ‌التحصیلی خود را در نیویورک جشن می‌گرفتند. فرد دیگری از این گروه در بیمارستان نیویورک-پرسبیترین بستری است.

## واکنش‌ها
- رئیس‌جمهور ازبکستان به دونالد ترامپ گفته‌است که کشورش آماده «استفاده از همه نیروها و منابعش» برای کمک به تحقیقات دربارهٔ این حمله است. مقام‌های ازبک هنوز هویت یا ملیت مهاجم را تأیید نکرده‌اند.[۱۰]
- اف‌بی‌آی می‌گوید که چون مرد مظنون شعار می‌داده این عمل یک عمل تروریستی بوده‌است.
- شهردار نیویورک این حمله را یک «عمل بزدلانه تروریستی که غیرنظامیان بی گناه را هدف گرفت» توصیف کرد.
- سارا سندرز سخنگوی کاخ سفید گفت: «به فکر همه کسانی که دستخوش حادثه قرار گرفته‌اند هستیم و برایشان دعا می‌کنیم.»
- ترامپ، رئیس‌جمهور آمریکا در یک توئیت گفته‌است: «ظاهراً در نیویورک حمله دیگری توسط یک آدم خیلی بیمار و روانی صورت گرفته. مأموران ماجرا را تحت نظر دارند. در آمریکا نه!».[۱۶][۱۷]
- وزارت خارجه ایران روز چهارشنبه، دهم آبان‌ماه، این حمله را محکوم کرد، اما در عین حال ریشه آن را در سیاست‌های آمریکا و متحدانش دانست.[۱۸]